# تازة كند حوريلر
تازة كند حوريلر هي قرية في مقاطعة ملكان، إيران. عدد سكان هذه القرية هو 392 في سنة 2006.